# CAD/CAM (odontotecnica)
In odontotecnica, il CAD/CAM è una tecnologia digitale utilizzata per progettare, pianificare e realizzare protesi dentarie. La realizzazione avviene utilizzando un software apposito collegato un dispositivo per la produzione della protesi (per esempio attraverso la fresatura o la stampa 3D). 
Con il CAD/CAM gli odontoiatri e gli odontotecnici possono creare in modo efficiente corone, ponti, faccette, onlay, inlay, protesi supportate da impianti dentali ma anche elementi in ambito ortodontico.
La tecnologia CAD/CAM è entrata in uso nel 1957 presso le industrie manifatturiere ma è stata adottata nell’ambito odontoiatrico e odontotecnico solamente nel 1980 attraverso i primi sistemi commercializzati da Cerec e Procera.

## Componenti
La tecnologia CAD/CAM è composta da tre elementi principali:
- lo scanner o strumento di digitalizzazione che scansiona il modello o in alcuni casi il cavo orale, catturando immagini

- il software CAD che elabora le immagini catturate dallo scanner e mostra in anteprima i risultati del trattamento previsto
- la macchina CAM che trasforma un modello nel restauro finale

## Vantaggi e svantaggi del CAD/CAM
L'uso della tecnologia CAD/CAM offre sia vantaggi che svantaggi per i professionisti del settore dentale e per i pazienti.
I vantaggi dell'uso del CAD/CAM includono:
- una confortevolezza per il paziente nel momento in cui vengono prese le impronte poiché, almeno in alcuni casi, le impressioni digitali avvengono con l'utilizzo dello scanner
- un'efficacia dei costi poiché elimina diversi passaggi produttivi per l'odontoiatra e questi risparmi possono essere trasferiti sul paziente
- una precisione migliore rispetto all'utilizzo del metodo tradizionale.

Invece, gli svantaggi dell'uso del CAD/CAM includono:
- un elevato costo da sostenere per effettuare il trattamento
- un utilizzo di macchinari che richiedono una formazione aggiuntiva
- un elevato costo iniziale del software e delle apparecchiature.

## Acquisizione delle immagini e tecniche di scansione
Inizialmente, l’odontoiatra esegue controlli al cavo orale ed elimina eventuali carie attraverso il processo di otturazione. In questa fase il dentista conferma o meno l’utilizzo della tecnica CAD/CAM dal momento che non tutti i casi clinici possono essere gestiti in questo modo. Successivamente, il dentista procede all’acquisizione delle immagini attraverso lo scanner che scansiona impronte e modelli oppure la TAC (Tomografia Assiale Computerizzata) la quale invece, effettua immagini delle arcate del paziente. Le immagini catturate dallo scanner vengono inserite nel software CAD per realizzare la modellazione 3D dei dispositivi da realizzare, mentre quelle della TAC vengono utilizzate per avere informazioni più precise sulle ossa, sui tessuti molli e sui vasi sanguigni. Il prodotto è spesso un file STL.
Come ultimo passaggio, avviene la realizzazione del modello che si esegue con il CAM; si avrà come risultato il dispositivo realizzato in forma tridimensionale esattamente come progettato in anteprima dal CAD.

### Acquisizione delle immagini tramite lo scanner
Il software si serve di riproduzioni digitali dell’anatomia del paziente attraverso la scansione di un modello o del cavo orale mediante fasci luminosi e microtelecamere. Il risultato ottenuto è una figura tridimensionale che prende il nome di “shade” e viene registrata nel file STL.
Gli scanner si differenziano in base alla loro morfologia oppure alla loro scansione. 
Per quanto riguarda la loro morfologia, sono disponibili due tipologie di scanner:
- laser 3D, che riceve segnali riflessi i quali creano una “nuvola di punti” che successivamente vengono collegati tra di loro realizzando un poligono interpretato come una forma virtuale dal CAD
- a luce strutturata, che proietta un pattern luminoso sull’elemento da scansionare e interpreta attraverso le telecamere la deformazione che l’oggetto determina sul pattern.

Gli scanner si differenziano anche in base alla scansione, che può essere:
- del cavo orale ovvero una scansione diretta della bocca. Questa tecnica non è molto utilizzata poiché non ha ancora raggiunto la massima precisione considerato che la qualità è danneggiata dalla presenza di sangue e saliva, che rendono faticosa la lettura della morfologia sottogengivale, delle preparazioni e delle alterazioni morfologiche.

- dell'impronta (calco che riproduce fedelmente i denti e le gengive del paziente) la quale legge l'impronta e produce un modello tridimensionale riproducendo in positivo quello che l’impronta ha letto in negativo nel cavo orale.

- del modello cioè effettuata su un modello in gesso o in un altro materiale ottenuto dall’impronta tradizionale.

Questi procedimenti permettono di spedire le scansioni come file in un centro di lavorazione per essere realizzate, accorciando così i tempi di consegna e saltando alcuni passaggi produttivi.
In ogni caso, la scansione è coordinata dal software che gestisce i movimenti della componente meccanica e della telecamera in modo da analizzare correttamente l’oggetto in considerazione registrando per ogni punto i dati di angolazione e distanza del raggio riflesso dal punto di trasmissione della luce.

### Acquisizione delle immagini tramite la tomografia assiale computerizzata
Il software mette in relazione i dati DICOM (standard internazionale utilizzato per salvare le immagini mediche) acquisiti dalla Tomografia Assiale Computerizzata con il modello virtuale dell'arcata del paziente (rilevato mediante la scansione) generando così una riproduzione virtuale anche delle ossa del paziente stesso. La registrazione avviene attraverso delle dime radiologiche le quali vengono posizionate sia sul paziente sia sul modello in modo che il software possa metterle in relazione reciproca.

## Modellazione
Il software CAD permette di pianificare, disegnare e progettare digitalmente un restauro mediante l’utilizzo di parametri personalizzati che agiscono sullo spessore da lasciare per il rivestimento estetico, sul contorno cervicale, sulle dimensioni delle connessioni con gli elementi intermedi e molto altro ancora. Il software contiene anche due librerie: una morfologica, dotata di una collezione di forme predefinite che possono essere utilizzate e modificate, e una degli abutment implantari (sostegni della sovrastruttura che replica il dente naturale) attraverso la quale è possibile realizzare pilastri (strutture degli abutment implantari) personalizzati e perfettamente paralleli tra loro. Inoltre, ogni restauro realizzato sul paziente è facilmente reperibile all’interno di un database chiamato “archivio” il quale permette di salvare una copia delle lavorazioni svolte su un determinato paziente.

## Prototipazione
Quando il restauro viene approvato, il passaggio successivo è quello della prototipazione attraverso vari processi tra cui CAM, stereolitografia, stampa 3D, sinterizzazione laser.

### Fresatura
Per quanto riguarda il primo procedimento, il file STL viene spedito ad un software di fresatura il quale esegue il restauro mediante movimenti impartiti a un fresatore. La tecnica utilizzata prende il nome di “prototipazione per sottrazione” poiché avviene attraverso l’esportazione di materiale dal blocco prescelto (struttura circolare in ceramica o in resina sulla quale viene effettuata l'operazione di fresatura).
La fresatura avviene su un blocco di materiale in ceramica oppure in composito in una speciale camera di fresatura. I dispositivi di elaborazione si differenziano in base al tipo di fresatura, che può essere a secco oppure a umido. La fresatura a secco viene applicata a grezzi in ossido di zirconio con un basso grado di pre-sinterizzazione mentre la fresatura a umido avviene attraverso uno spruzzo di liquido freddo che protegge la fresa diamantata o in metallo per evitare danni dovuti al calore. Generalmente questo tipo di lavorazione avviene per i metalli e per la vetroceramica.
Inoltre, il dispositivo di elaborazione si differenzia anche in base al numero di assi di fresatura presenti che possono essere:
- tre quando produce un movimento nelle tre direzioni spaziali

- cinque, quando alle tre direzioni si aggiungono due assi di rotazione. Infatti, si abbassa la pressione sulla fresa stessa e viene fornita una finitura superficiale più liscia.

I materiali che possono essere utilizzati per la CAM sono i seguenti:
- Metallo: titanio, leghe di titanio e leghe di cromo-cobalto
- Materiali in resina: utilizzati per la fresatura di elementi a cera persa oppure per provvisori a lungo termine
- Ceramica a base di silicio: per la realizzazione di faccette, onlay, inlay, corone parziali e complete
- Ossido di ceramica ad alte prestazioni ovvero blocchi di ossido di alluminio e ossido di zirconio: per produrre corone, protesi fisse parziali e abutment implantari.

La lavorazione si effettua su entrambi i lati del blocco prescelto e poi viene ulteriormente rifinita. In base alla lavorazione da eseguire per alcuni materiali può essere prevista la sinterizzazione in un apposito sinterizzatore nel quale il materiale assume tutte le caratteristiche fisiche definitive. Nella sinterizzazione avviene una contrazione fino al 25% del materiale però durante la fresatura il software realizza una struttura sovradimensionata modificando automaticamente i dati STL in modo da compensare la contrazione avvenuta prima.

### Stereolitografia
Il processo di stereolitografia è una tecnica per addizione nella quale il materiale viene polimerizzato a strati. Si inizia da un disegno scomposto in moltissimi strati e ogni strato rappresenta il percorso effettuato dal laser sulla superficie del materiale allo stato liquido. La luce colpendo il materiale in un determinato punto lo indurisce mentre il resto del materiale rimane liquido passando così al passaggio successivo poiché la zona indurita scende di livello e il laser colpisce un altro punto in cui il materiale è liquido. Infine, l’oggetto viene estratto dal bagno del materiale liquido e rifinito.

### Stampa 3D
La tecnica della stampa 3D prevede anch’essa un procedimento in addizione nella quale il software di stampa trasforma l’oggetto 3D in tantissimi strati singoli che poi stampa depositando su un piano sottilissimi strati del materiale che costituirà l’oggetto.

### Laser-sinterizzazione
L’ultima tecnica ovvero la laser-sinterizzazione è anch’essa una tecnica di addizione che può essere eseguita con i metalli. Il laser, infatti, colpisce uno strato di polvere metallica sinterizzandola solo nella zona colpita dalla luce. Successivamente si passa al secondo strato fino a ottenere un blocco di polvere metallica all’interno della quale sarà presente l’oggetto di metallo sinterizzato. Infine, si eseguono le ultime rifiniture sull’elemento in considerazione.